# Molly of Denali
«Molly of Denali» - це канадсько-американський анімаційний телесеріал, створений Atomic Cartoons, CBC Kids і WGBH Kids.
Цей серіал - це перше в світі розповсюджене дитяче шоу, в якому головний герой та головний герой демонструє Аляска уродженців. Замовлено тридцять вісім півгодин. Між двома 11-хвилинними сегментами історії є спеціальний сегмент живих дій, знятий на Аляска.

## Історія створення
Серіал слідкує за 10-річною Моллі, дівчиною-вихідцем з Аляски з вигаданого села Qyah, та її родиною, друзями та іншими жителями. Її сім'я керує торговою поштою Denali.